# Domkapitel Augsburg

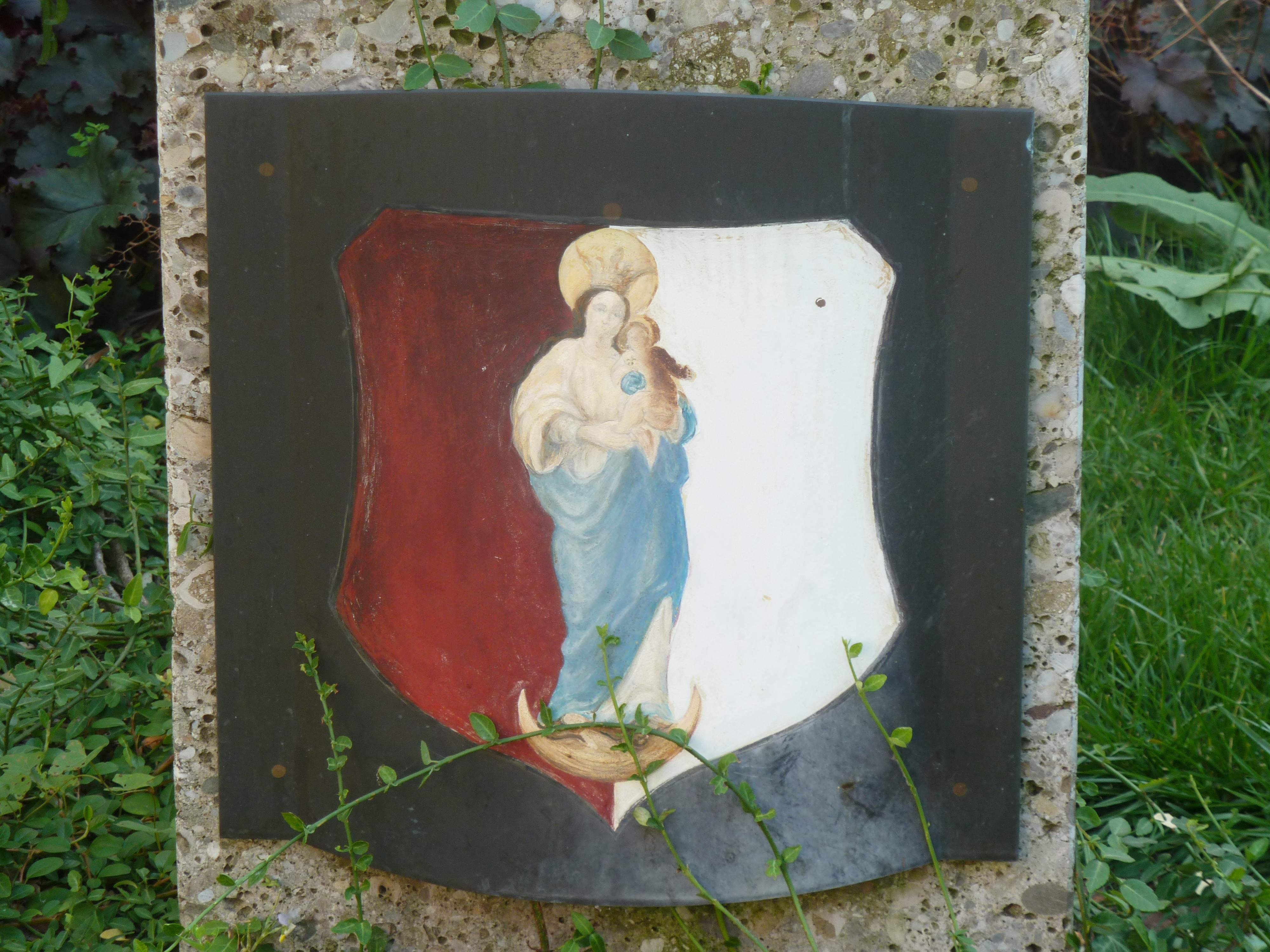
Vereinfachtes Hoheitszeichen des Domkapitels Augsburg

Das Domkapitel Augsburg bestand bis zur Säkularisation in Bayern 1803 als ständische, nach innen souveräne Gebietskörperschaft mit ungefähr 15.000 Untertanen, die die Aufgaben des Domklerus am Augsburger Dom wahrnahm und weitere Ämter besetzte.

## Rechte und Zuständigkeiten
Ab 1152 ging das Recht, den Fürstbischof des Hochstifts Augsburg zu wählen, vom römisch-deutschen Kaiser auf das Domkapitel über.
1459 sicherte auch der Papst dieses Recht dem Domkapitel urkundlich zu.
Ab 1308 erhielt das Domkapitel das Recht, die Geschäfte des Hochstifts zwischen Ableben und Einsetzung eines neuen Bischofs zu führen.
Fast gleichzeitig mit seiner Wahl im Jahre 1453 räumte der Bischof dem Domkapitel Beteiligungsrechte in Angelegenheiten des Hochstifts ein.
Ein Genehmigungsvorbehalt galt insbesondere für den Verkauf von Vermögen des Hochstifts, für den Abschluss von Schutz- und Trutzbündnissen mit auswärtigen Fürsten, für Verleihungen eines Kirchenpatronats an andere Fürsten, und für die Ausübung des Rücktrittsrechts des Bischofs.
Das Domkapitel hatte das Recht, den Dompropst zu wählen, andere hohe kirchliche Ämter und Pfarrerstellen in den einzelnen Pfarreien zu besetzen und die weltliche Verwaltung des Domkapitels zu gestalten und die Verwaltungsämter zu besetzen. Auch in den benachbarten Kollegiatstiften durfte das Domkapitel die Pröpste aus den eigenen Reihen stellen. Allerdings konnten die Kollegiatstifte einen ihnen nicht genehmen Kandidaten abweisen. Beim Kollegiatstift St. Gertrud in Augsburg galt dies schon ab seiner Gründung im Jahre 1071. Ab 1149 nahm das Domkapitel das Vorschlagsrecht für die Propststelle des Kollegiatstifts von St. Moritz in Augsburg wahr. Alle bekannten Pröpste des Augsburger Kollegiatstifts St. Peter, des Kollegiatstifts Feuchtwangen und des Kollegiatstifts Wiesensteig waren Domherren; ebenso die Hälfte der Pröpste des Kollegiatstifts Habach und der letzte Propst des Kollegiatstifts Buchsheim.

## Selbständigkeit des Domkapitels
Später trennten sich die Angelegenheiten des Hochstifts und des Domkapitels weitgehend. Das Domkapitel verlor seine Beteiligungsrechte im Hochstift und war anders als die Domkapitel etwa in Bamberg, Mainz, Münster und Passau kein Mitregent mehr und auch kein ständisches Kontrollorgan. Das Domkapitel übte im Gegenzuge die Grundherrschaft, die Vogteiherrschaft und andere territoriale Rechte selbständig aus und hatte eigene Gesetzgebungsgewalt. In Dinkelscherben, Großaitingen und Oeffingen stand dem Domkapitel auch der Blutbann zu. Es betrachtete sich als souveränen Territorialherrn.
Die erste Anerkennung als eigene Rechtsperson erhielt das Domkapitel im Jahre 1029, als ihm der Bischof einen Hof in Straubing schenkte. Im Jahre 1104 beklagte sich das Domkapitel über die Übergriffe bischöflicher Vögte auf seine Güter in Eytingen (Großaitingen) und Geisenhausen. Während zuvor Hochstiftsangelegenheiten, Diözesanangelegenheiten und Kapitelsangelegenheiten in gemeinsamer Versammlung in Anwesenheit des Bischofs verhandelt und beschlossen wurden, fanden ab 1251 die Kapitelsversammlungen ohne den Bischof statt.
1143 bestätigte der Papst dem Domkapitel eine Vielzahl von Gütern.
Ab 1173 führte das Domkapitel sein eigenes Siegel.
1219 beschlossen Bischof und Domkapitel ein gemeinsames Statut zur Aufnahme von jungen Kanonikern.
Ab 1263 wurde keine Zustimmung des Bischofs mehr zu Beschlüssen des Domkapitels in einzelnen Vermögensangelegenheiten mehr eingeholt und ab 1297 auch nicht mehr zu Statuten des Domkapitels in Vermögensangelegenheiten.
Damit waren Hochstift und Domkapitel auf Dauer getrennte Körperschaften. Verträge mit anderen Herrschaften schloss das Domkapitel selbst und ließ sich nur gelegentlich vom Fürstbischof von Augsburg vertreten.
Allerdings war das Domkapitel im Gegensatz zum Hochstift nicht im Reichstag und Konvent des Schwäbischen Reichskreises vertreten. In einem Prozess vor dem Reichskammergericht ließ sich das Domkapitel im Jahre 1591 vom Fürstbischof von Augsburg und nicht vom Domdekan vertreten.
Gegen Ende des 18. Jahrhunderts schwand die Anerkennung der Souveränität und das Domkapitel ordnete sich dem Hochstift unter, dessen Souveränität noch länger anerkannt blieb.

## Zusammensetzung des Domkapitels

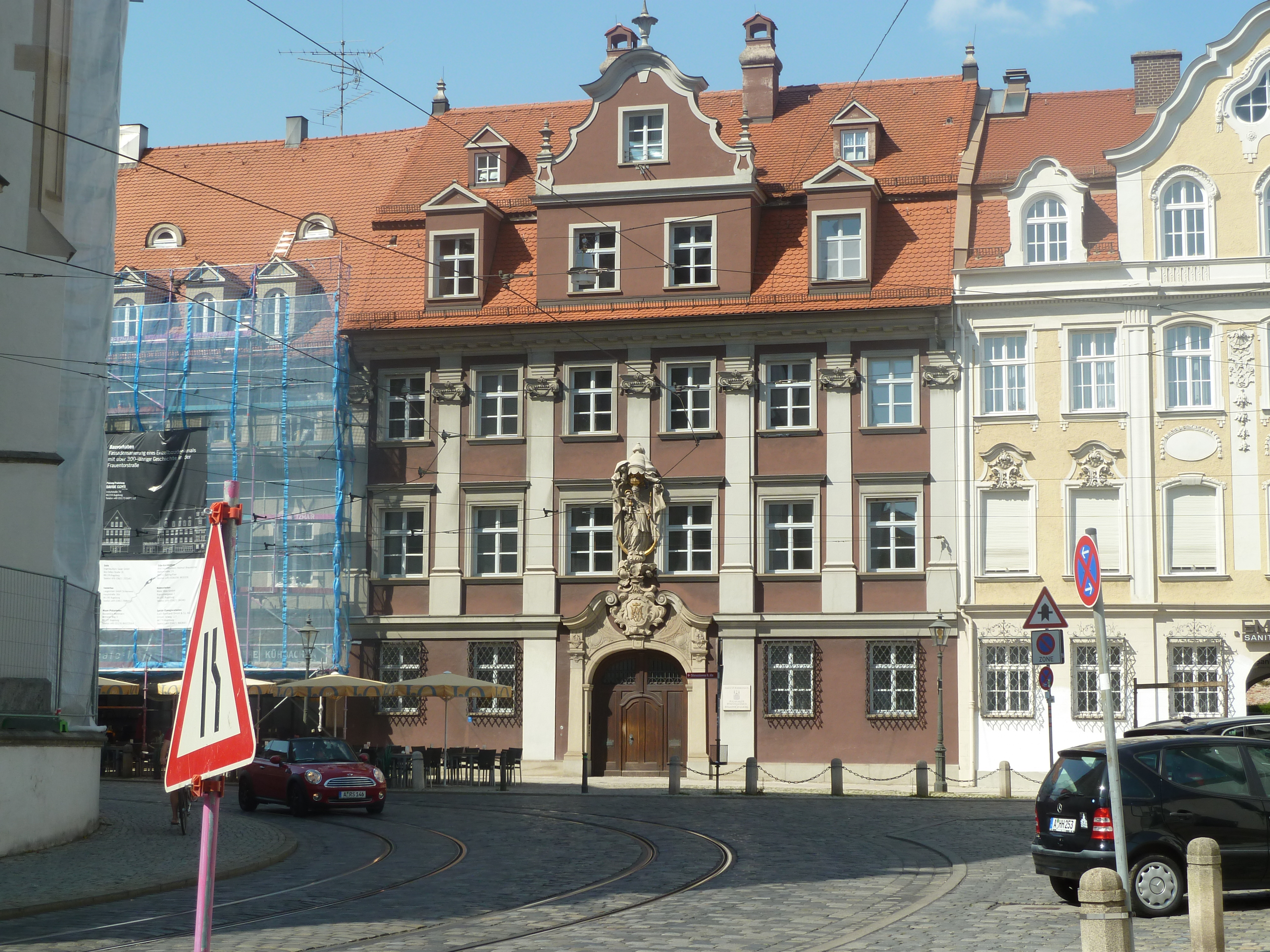
Hoher Weg 30, Domherrenhof seit 1496

Vor dem Jahr 816 begann das gemeinsame mönchische Leben der Domkleriker an der bischöflichen Kirche in Augsburg. Es fand dort statt, wo sich heute der Kapitelsaal befindet. Es endete Anfang des 12. Jahrhunderts.
Im Jahre 1150 gab es 26 Domherrenstellen, 1258 waren es 22, 1321 die später auf Dauer angelegten 40 und 1486 waren es vorübergehend 27.
Im 10. Jh. waren von 29 Domherren 4 Adlige, im 11. Jh. von 98 Domherren 9 Adlige, im 12. Jh. von 139 Domherren 21 Adlige, im 13. Jh. von 92 Domherren schon 51 Adlige, im 14. Jh. von 99 Domherren 78 Adlige und im 15. Jh. von 200 Domherren 141 Adlige.
In einem Statut legte das Domkapitel fest, dass der Adel Vorrang haben sollte vor den bürgerlichen Bewerbern. Die Änderung der Zusammensetzung wurde damit begründet, dass der Besitz des Domkapitels so verstreut sei, dass andere Grundherren beständig versuchen würden, sich auf Kosten des Kirchenvermögens zu bereichern. Neben Gelehrten von wissenschaftlicher Bedeutung benötige man deshalb Domherren von hoher ritterlicher Geburt, die eine bewaffnete Macht zur Verfügung stellen könnten.
Die Reichsritter betrachteten Hochstiftsregierungen und Domkapitel als Refugium für ihre Nachkommen, denen keine ausreichenden Ländereien und sonstige Einkommensquellen vererbt werden konnten (vergl. Stiftsadel). Die Domkapitel Augsburg und Mainz wurden von Rittern dominiert, die Domkapitel von Straßburg und Köln von Fürsten und Grafen. Der Lebensstil eines Domherrn war höfisch wie der eines Bischofs.
Augsburg war mit seinen 40 Domherrenstellen eines der größeren Domkapitel. Mehrfachmitgliedschaften in verschiedenen Domkapiteln waren zulässig und zwischen Augsburg und Eichstätt häufig.
Das Recht auf Besetzung der Domherrenstellen stand abwechselnd dem Domkapitel und dem Papst zu, je nach Todesmonat des verstorbenen Domherrn. Nach den Statuten des Domkapitels von 1420 und 1646 konnte nur ein Adliger mit vier ritterbürtigen Vorfahren die Domherrenstelle einnehmen. Abkömmlinge, die im Wappenbuch des Domkapitels eingetragen waren, konnten damit einen erleichterten Abstammungsnachweis führen.
Die Aufnahme fand bis zum 15. Jh. durch einstimmigen Beschluss statt; danach galt das Mehrheitsprinzip. Die Wahl konnte gerichtlich überprüft werden, und der gewählte Domherr musste sich verpflichten, das Domkapitel von Prozesskosten freizustellen, wenn es einen besser berechtigten Bewerber gab, das Domkapitel diesem unterlag und der zuerst Gewählte die Domherrenstelle deshalb nicht antreten konnte.
Je schwächer der Landadel wurde, umso mehr hielt er an Befugnissen fest, die ihm das Domkapitel direkt oder indirekt gewährte.

### Abwehr von bürgerlichen Interessenten
Bedroht war das Refugium der Reichsritter durch die Beschlüsse des Konzils von Trient, die forderten, dass die Hälfte der Domherrenstellen mit graduierten Bewerbern besetzt werden sollten. Nur wenige Reichsritter waren akademisch ausgebildet und graduiert.
Die Universität Ingolstadt hatte das Recht, einen Theologieprofessor zu präsentieren. Das Domkapitel kaufte der Universität dieses Recht gegen eine Einmalzahlung von 600 Gulden und eine jährliche Zahlung von 39 Gulden ab.
Mit päpstlicher Billigung wurde in einem Statut des Domkapitels festgelegt, dass ein Graduierter vier lebende Zeugen für seine eheliche Geburt aufbieten musste. Die Beweisführung scheiterte meist an der geringen Lebenserwartung, so dass der Eintritt des Graduierten damit vereitelt wurde. Einige wenige Bürgerliche wurden dennoch Domherren. Einer davon war von 1674 bis 1687 Domdekan. Nur mit Hilfe des Bischofs konnte sich der bürgerliche Domdekan gegen vier Domherren durchsetzen, die er mit einer Disziplinarstrafe belegen musste.
Gesellschaftlich wurden bürgerliche Domherren von den adligen wie Gnadenpfründner mit betont kühler Höflichkeit behandelt.

### Abwehr von Augsburger Patriziern
Seit 1589 nahm das Domkapitel Bürger der Reichsstadt Augsburg nicht mehr auf. In Augsburg und Mainz wurde dieser Grundsatz besonders strikt eingehalten. Insbesondere Angehörige der Familien Fugger und Welser scheiterten mit ihren Aufnahmebegehren; Prozesse blieben erfolglos. Das Augsburger Patriziat wollte aber eine einflussfreie Zone nicht dulden und bemühte sich um eine päpstliche Gnadenentscheidung. 1734 stellte Papst Clemens XII. zehn der vierzig Domherrenstellen für adelige und graduierte Bürger der Stadt Augsburg zur Verfügung. Das Domkapitel klagte dagegen vor dem Reichshofrat und erhielt recht, weil die päpstliche Entscheidung den Vorrang des alten deutschen Reichsadels beeinträchtigen würde.
In einer Auftragsschrift des Hauses Fugger wurde daraufhin die Teuerung in Augsburg auf den Getreidewucher der Domherren als Repräsentanten des habgierigen Landadels zurückgeführt.
Wie überall in Europa kämpften Stadtpatrizier und Kirchenfürsten um die Vorherrschaft. Trotzdem musste das Domkapitel nie, wie der Bischof von Augsburg oder das Domkapitel von Basel, die Stadt verlassen.

### Abwehr von bischöflichen Amtsträgern
Der Unabhängigkeit des Domkapitels von Hochstift und Fürstbischof diente das Verbot für Domherren, höhere Ämter im Hochstift anzunehmen. Ein Domherr durfte ab 1460 nicht mehr als Generalvikar oder Offizial tätig sein. Erlaubt war aber die Tätigkeit als Weihbischof. Der Domdekan durfte gleichzeitig das Amt des Archidiakons von Augsburg ausüben, was ab 1140 regelmäßig geschah. Von 1690 bis 1709 war ein Domherr ausnahmsweise „Premier Ministre“ des Hochstifts Augsburg.

## Die Präbenden (Pfründen) der Domherren
19 von 40 Domherren erhielten ihre Pfründen vorab aus dem Rohertrag einzelner Domherrenämter, von denen aber nur drei in der Lage waren, die Grundversorgung eines Domherrn zu gewährleisten. Die Domherrenämter waren nach dem Ort der Grundherrschaft benannt, z. B. Anhausen.
Ansonsten erhielten die Domherren ihren Präbenden als Lebensunterhalt aus dem Rohertrag des gesamten Domkapitels, die von der Kornpropstei, sieben weiteren Stadtämtern und siebzehn Landämtern des Domkapitels erwirtschaftet wurden.
Die Präbenden wurden teils in Naturalien (Getreide, Wein, Brennholz u. a.) und teils in Geld ausgekehrt. Die Pfründe war in Bruchteilen fix und die Präbende je nach Jahresertrag variabel. Der Wert einer einfachen Präbende als Grundversorgung belief sich dem Werte nach
von 1782 bis 1791 auf 873 Gulden im Jahresdurchschnitt,
von 1791 bis 1891 auf 1216 Gulden im Jahresdurchschnitt.
Durch Präsenzgelder erhöhte sich der Wert der Präbende
von 1782 bis 1791 auf 2252 Gulden im Jahresdurchschnitt,
von 1791 bis 1891 auf 2702 Gulden im Jahresdurchschnitt,
wobei auf die Bewertung in Gulden auch Geldverschlechterung und Getreidepreiserhöhungen Einfluss nahmen.
Zusätzliche Präbenden waren für weltliche und geistliche Ämter vorgesehen.
So erhielt der Dompropst zusätzlich
von 1782 bis 1791 auf 5297 Gulden im Jahresdurchschnitt
von 1791 bis 1891 auf 7337 Gulden im Jahresdurchschnitt,
der Domdekan zusätzlich
von 1782 bis 1791 auf 5034 Gulden im Jahresdurchschnitt
von 1791 bis 1891 auf 7552 Gulden im Jahresdurchschnitt,
der Scholasticus zusätzlich
von 1782 bis 1791 auf 1470 Gulden im Jahresdurchschnitt
von 1791 bis 1891 auf 2357 Gulden im Jahresdurchschnitt.

## Kirchenämter
Das Domkapitel hatte das Recht zur Besetzung von Kirchenämtern, insbesondere der Dompropstei, Scholasterie und Custorei.

### Dompropst

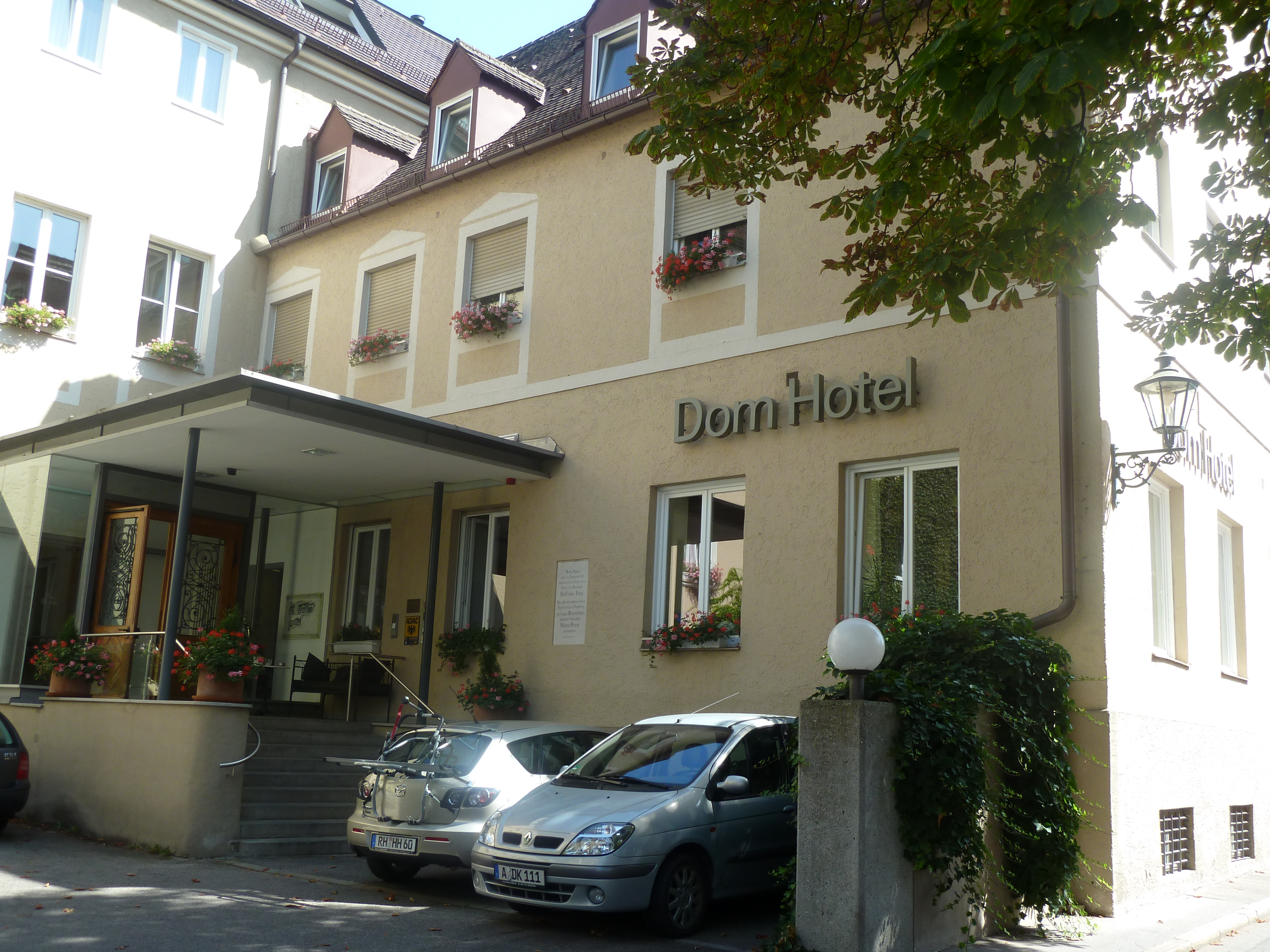
Dompropstei in der Bischofsstadt

Der Dompropst war der erste Domprälat. Er war vielerorts der Inhaber des Kirchenpatronats. In bedeutenden Kirchen wie Großaitingen und Schwabmünchen brauchte der Dompropst die Zustimmung des Domkapitels zur Präsentation des Pfarrherrn. Einige Benefizien konnte er selbst vergeben.
Ab dem 10. Jahrhundert war er auch für die Vermögensverwaltung des Domkapitels zuständig. Bis 1500 wurde er zeitweise vom Papst ernannt. Die sachliche Zuständigkeit des Dompropstes zur Vermögensverwaltung wurde mehr und mehr beschnitten. Zunächst zog das Domkapitel das Recht an sich, die Meier der Höfe in Gersthofen, Merdingen und Biberbach zu benennen, und dann das Recht zur Ernennung des wichtigsten Hilfsbeamten des Dompropstes, des Kornpropstes. Im Jahre 1500 drängten der römisch-deutsche König Maximilian I. und der Papst dem Domkapitel den Bürgersohn Matthias Lang als Dompropst auf. Daraufhin entzog das Domkapitel dem Dompropst die Vermögensverwaltung und ließ sich vom Papst das Recht zusichern, den Dompropst in Zukunft wieder selbst zu wählen. Ein Rest der Verwaltungszuständigkeiten blieb noch erhalten: Häufig wurde der Dompropst zum Vertreter des Domdekans bestellt, Der Dompropst blieb auch Lehensherr sämtlicher Häuser des Domkapitels im Stadtgebiet Augsburg.

### Domdekan
Geistlicher Leiter des weltlichen Verwaltungsapparats des Domkapitels wurde anstelle des Dompropstes der Domdekan. Er war Richter in erster Instanz über den Domklerus und das weltliche Personal des Domkapitels, eingeschränkt auch gegenüber den Domherren. Er hatte ständige Anwesenheitspflicht und hatte die Einhaltung der Verhaltenspflichten der Domherren zu überwachen.
Er hatte Konkubinate der Domherren zu verhindern, ebenso unpassende Vergnügungen wie Schlittenfahrten und maskiertes Tanzen an Fasnacht.
Der Domdekan vergab auch die Stellen für die Stuhlbrüder, eine Art Dompolizei.
Der Domdekan verfügte über einen eigenen Domherrenhof, die Domdekanei.

### Scholasticus
Der Scholasticus hatte die Schulaufsicht in Stadt und Diözese Augsburg inne. Seit 1322 hatte er einen eigenen Domherrenhof.
Die Lehrtätigkeit an der Augsburger Domschule lag in den Händen eines rector scholarum.
Der Scholasticus war auch für die Vergabe von Stipendien zuständig. Er war auch für die musikalische Gestaltung der Domgottesdienste verantwortlich und hatte den Domkapellmeister zu vergüten.
Gleichzeitig war der Scholasticus der für die Seelsorge zuständige Weltpriester der Domkirche. Die Seelsorge übte tatsächlich ein Vizepleban mit einigen Kaplänen aus, der auch noch die Pfarrei St. Stephan mitzuversorgen hatte. Dompfarrei und Domkapitel blieben aber getrennt; Domherren und Domchor und statteten die Chorsakristei aus, nicht aber die Dompfarrei. Domherren und die Domherrenhöfe waren nicht Teil der Dompfarrei.

### Domkustos
Der Augsburger Domkustos war für den baulichen Zustand der Kathedrale verantwortlich, zugleich für den Domschatz und das Domarchiv. Ein Chorvikar als Subcustos war Leiter der Domfabrik, also der Dombauhütte.

### Domvikare
Ab 1313 wurden vier Domherrenpfründen für Domvikare mit Priesterweihe eingerichtet,
die hauptsächlich die Domherren vor dem Hochaltar vertreten sollten.
Sie hatten weder Sitz noch Stimme in der Kapitelsversammlung.
Von 1313 bis 1682 gingen die Domvikare bei Prozessionen vor Domherren mit niedrigeren Weihen, später mussten sie hinter allen Domherren gehen. Weil Domvikare nicht ins Domkapitel aufgenommen wurden, wurden nur ältere Chorvikare am Ende ihrer Laufbahn Domvikare. Sie wurden als Vierherren bezeichnet.

## Verwaltung

### Syndicus
Oberster Verwaltungsbeamter war der Syndicus. 1340 wurde das Amt des juristisch ausgebildeten Kapitelschreibers erstmals erwähnt. Er hatte das Diarium, ein Protokollbuch über die laufenden Rechtsgeschäfte, zu führen, und auch besondere Aufzeichnungen über die einzelnen Domherrenkurien.
Mit dem Anwachsen der Geschäfte wurde der Syndicus oberster weltlicher Verwaltungsbeamter des Domkapitels. Wo das Domkapitel selbst die Strafgerichtsbarkeit über die Untertanen ausübte, hatte er die Urteile zu fertigen. Er blieb regelmäßig lange im Amt, zumal er Lehensträger gegenüber den Lehnsherren des Domkapitels war; so für den Blutbann in Dinkelscherben, Großaitingen und Oeffingen, der für die Fähigkeit zur Ausübung von Territorialherrschaft wesentlich war. Der Syndicus war aber auch Lehensherr für Höfe und sonstige Rechte des Domkapitels, die es an andere verlieh.

### Kanzleidirektor
Der Kanzleidirektor war Beigeordneter des Syndicus und war nicht berechtigt, an das Domkapitel gerichtete Schreiben selbst zu öffnen. Er war aber Stellvertreter des Syndicus.

### Sonstiges Personal
Für Rechtsfragen waren Consulenten zuständig. Sie hatten eine Dienstwohnung im Kapitelhof im Augsburger Lechviertel. Sie gehörten zu den unteren Rängen. Hilfspersonal waren ein Registrator, ein Pedell und mehrere Kanzlisten.

## Rechtsquellen
Ein systematisches Landrecht wurde nie kodifiziert. Im Jahre 1745 sollte ein Statutenbuch zusammengestellt werden. Über das Stadium des Rohentwurfs kam die Kodifikation nie hinaus, dieser wurde aber als Findemittel im Verwaltungsalltag verwendet. Der Geschäftsgang wurde in einer Kanzleiordnung vom 27. Juni 1603 festgelegt. Die einzelnen Materien wurden in jeweiligen einzelnen Dekreten geregelt, wie z. B. das Leih- und Bürgschaftsverbot für Untertanengüter von 1637. Erlasse der Hochstiftsregierungen in Dillingen galten nicht in den Territorien des Domkapitels. Die Texte des Hochstifts wurden aber häufig vom Domkapitel übernommen.

### Geschäftsgang

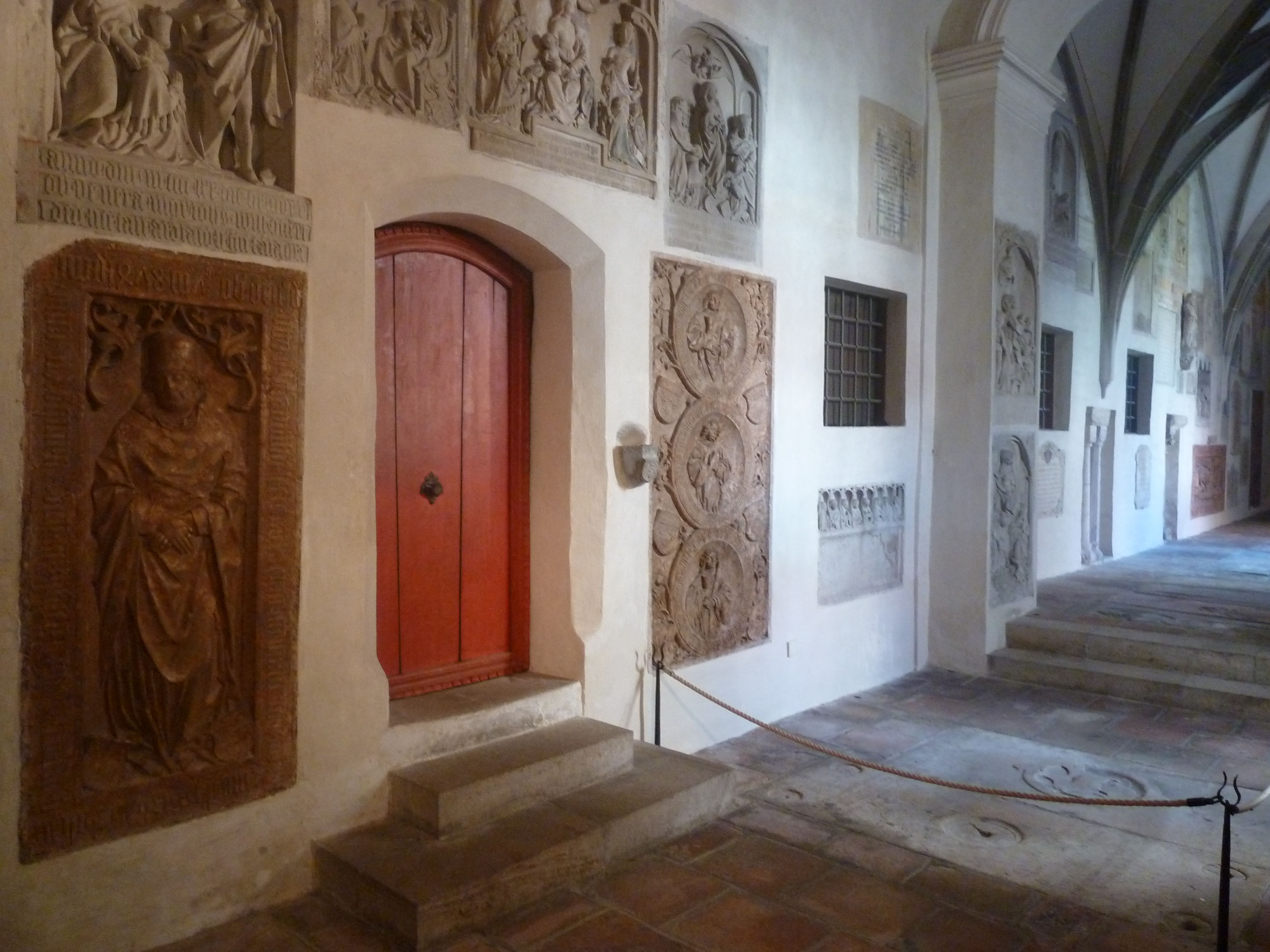
Heute verkleinerter Eingang zum Kapitelsaal vom östlichen Kreuzgang

Der Domdekan hatte den Vorsitz in der Kapitelversammlung.
Die Kapitelversammlungen fanden ab 1452 montags, mittwochs und freitags und bei kirchlichen Feiertagen am darauffolgenden Werktag statt.
Die eingehenden Schreiben wurden vom Syndicus geöffnet und dem Domdekan vorgelegt. In eiligen Angelegenheiten konnte der Syndicus selbst handeln, wenn er zwei Domherren hinzuzog.
In normalen Angelegenheiten verlas der Kanzleidirektor die Schreiben vor der Kapitelversammlung. Die Beschlussfassung zum Schreiben erfolgte in derselben Kapitelversammlung oder in der darauf folgenden. Die Verhandlungen standen unter dem Kapitelgeheimnis und der Kreuzgang vor dem Kapitelsaal wurde während der Beratungen gesperrt. Die Domherren durften die Protokollbücher in der Kanzlei einsehen, aber nicht in die Wohnungen mitnehmen.

## Verwaltungsgliederung

### Zentralämter
Es gab acht städtische Zentralämter, darunter die bedeutende Kornpropstei und die Burs (Rechnungsamt) und 17 Landämter, wobei die Brauerei Stadtbergen, eine Einrichtung, ein eigenes Landamt bildete.

### Landämter
Die Landämter waren:
- Obervogtamt Anhausen, Obervogt auch zuständig für Amt Stadtbergen
- Amt Stadtbergen
- Obervogtamt Apfeltrach
- Obervogtamt Breitenbrunn
- Pflegamt Dinkelscherben
- Obervogtamt Gersthofen, Obervogt auch zuständig für Achsheim
- Amt Achsheim
- Propstamt Großaitingen
- Obervogtamt Holzheim
- Oberrichteramt Langerringen
- Obervogtamt Oeffingen, Obervogt auch zuständig für Amt Lorch und Gmünd
- Amt Lorch und Gmünd
- Amt Salmannshofen ab 1753
- Brauhaus Stadtbergen, eigenes Landamt
- Riesamt Tannhausen, Riesamtmann auch zuständig für Kastenamt Marktoffingen
- Kastenamt Marktoffingen
- Obervogtamt Zusamaltheim

### Ortsherrschaften
Den Landämtern waren folgende Orte mit kirchlichen Präsentationsrechten und Ortsherrschaft zugeordnet:
Achsheim, Affaltern, Agawang, Anhausen, Apfeltrach, Bliensbach, Breitenbronn, Dinkelscherben, Eggelhof, Ehekirchen, Ettenbeuren, Fleinhausen, Gabelbachergreut, Geisenhausen von 980 bis 1605, Gersthofen, Graben, Großaitingen, Großkitzighofen, Grünenbaindt, Herbertshofen, Holzheim, Kleinaitingen, Kutzenhausen, Langerringen, Langweid, Lechhausen, Oeffingen (nur Ortsherrschaft), Salmannshofen, Schöneberg, Sontheim, Stadtbergen, Steinekirch, Unteregg, Ustersbach, Walkertshofen, Westerringen, Zusamaltheim, Zusamzell. Mit Ausnahme von Geisenhausen und Oeffingen lagen alle Ortsherrschaften in Schwaben bei Augsburg südlich der Donau und westlich des Lechs.

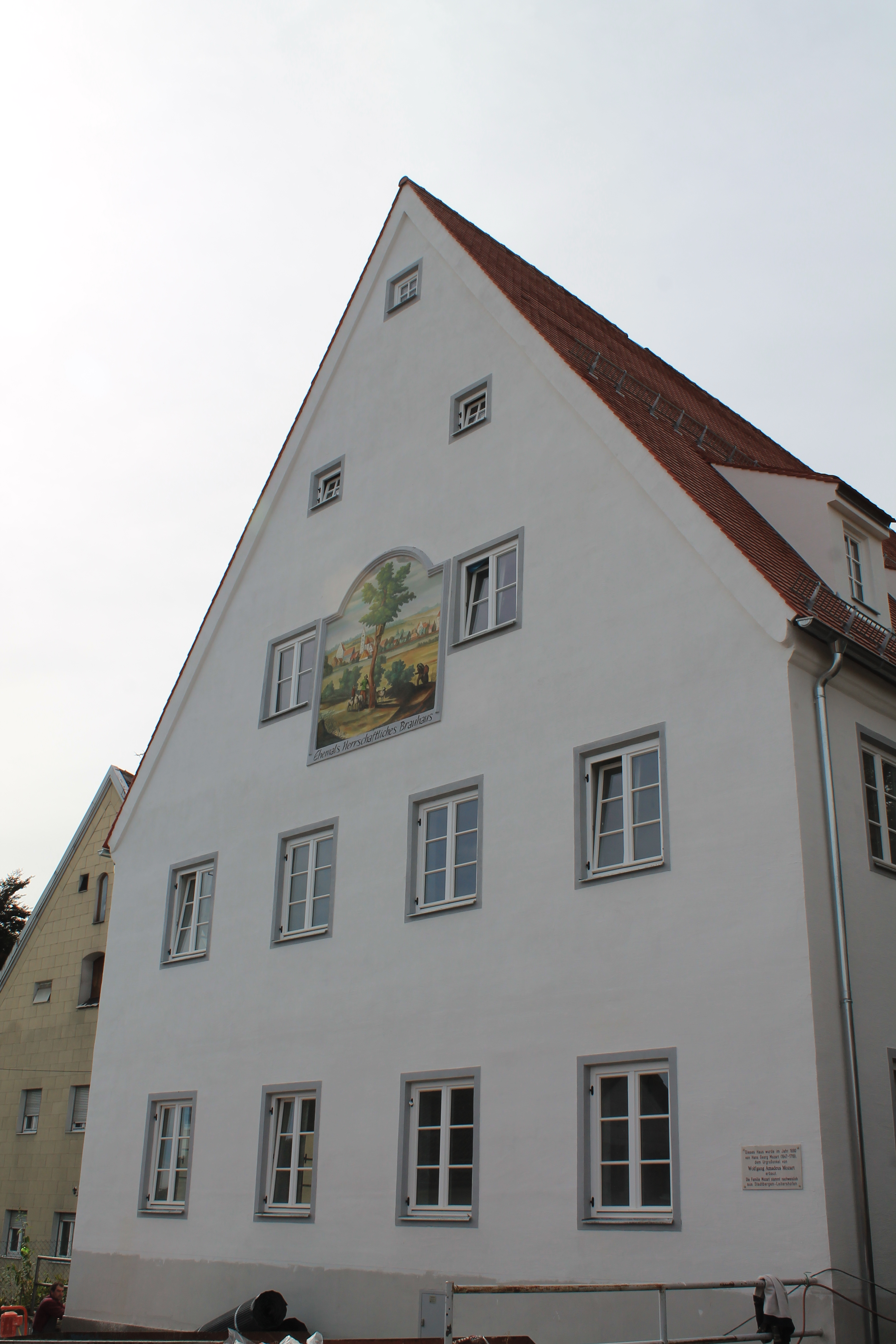
Eigenes Landamt: Brauhaus Stadtbergen

### Einrichtungen

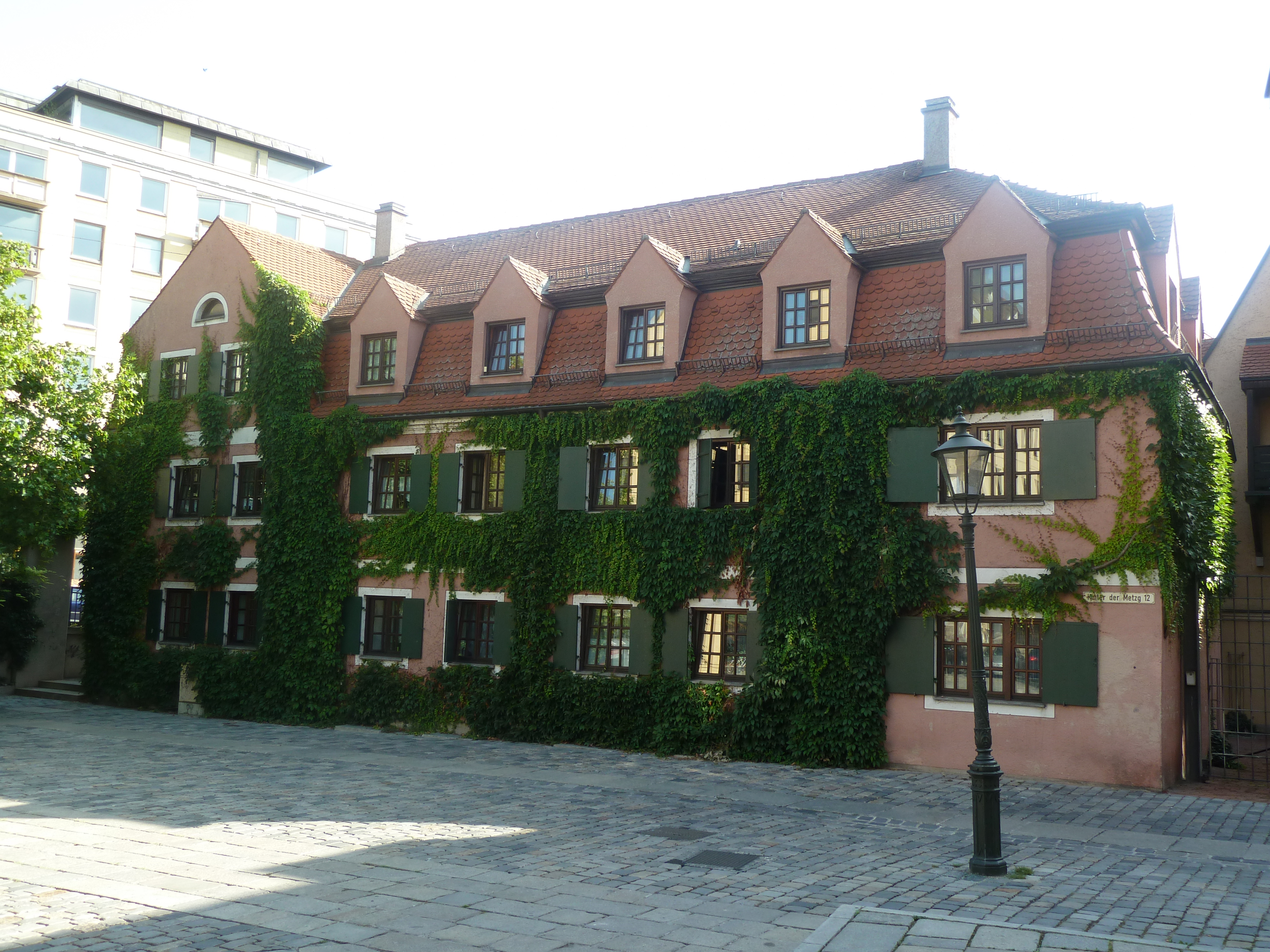
Kapitelhof in der Lechvorstadt

Das Domkapitel unterhielt eigene Einrichtungen: In der Domschule wurden im 15. Jh. 35 bis 45 Scholaren in kirchlichen Gesang unterrichtet und wurden bis an den Empfang der Subdiakonatsweihe herangeführt. Die wissenschaftliche Ausbildung fiel ab Mitte des 15. Jh. den Universitäten zu.
Durch die Augsburger Jesuitenniederlassung verlor die Domschule endgültig an Bedeutung und wurde zur Volksschule. In den Landämtern des Domkapitels gewann das Volksschulwesen Ende des 18. Jahrhunderts an Bedeutung, so auch in Oeffingen.
Das Hospital in Dinkelscherben war für ältere Priester bestimmt, die ihre Kirchenämter nicht mehr ausüben konnten, daneben für sonstige Untertanen des Domkapitels. Spitalverwalter war in der Regel der Dompropst, Oberpfleger der Domdekan. Das Hospital nahm nach Art der späteren Sparkassen Depositen an. Ein kleines Leprosorium bestand in Langerringen. Auch im Kapitelhof in der Augsburger Lechvorstadt war ein kleines Hospital eingerichtet, allerdings mit Unterbrechungen.
Die Brauerei in Stadtbergen lieferte Bier an die nicht dem Augsburger Abgabenrecht unterliegenden Domherrenhäuser. Der Domkeller diente der abgabenfreien Versorgung der Domgeistlichen mit Wein und Bier. Diese durften ihr Bier nicht aus Augsburger Wirtschaften beziehen, um kein „Ungeld“, eine Art örtliche Umsatzsteuer an die Stadtkasse gelangen zu lassen.
Ab 1780 bestand eine Witwen- und Waisenkasse für die Hinterbliebenen der Beamten des Domkapitels.

## Geschäftsgebaren
Bei seiner Aufhebung im Jahre 1803 hatte das Domkapitel Einnahmen in Höhe von 161 854 Gulden, einschließlich in Geldwert berechneter Naturalabgaben. Die Ausgaben beliefen sich auf 71 977 Gulden, so dass ein Überschuss von 89 877 Gulden verblieb.
Die Güter des Domkapitels als Grundstock für den Ertrag und die Präbenden wurden risikolos verwaltet.
Die Untertanen hatten dennoch zeitweise darunter zu leiden, dass die Domherren zu viel aus dem Ertrag entnahmen und außerhalb des Territoriums verbrauchten.
Im Obervogtamt Oeffingen verkaufte das Domkapitel 1683 und 1764 insgesamt 153 ¼ Morgen Acker und Weingärten an die Untertanen und ermöglichte ihnen eine Existenz als Vollbauern, obwohl Weinbauern gerne in den Stand von Häuslern herabgedrückt wurden.